# Greimerath
Greimerath là một đô thị ở huyện Bernkastel-Wittlich, trong bang Rheinland-Pfalz, Đô thị Greimerath có diện tích 3,75 km², dân số thời điểm ngày 31 tháng 12 năm 2006 là 233 người.